# Nacional AC (São Paulo)

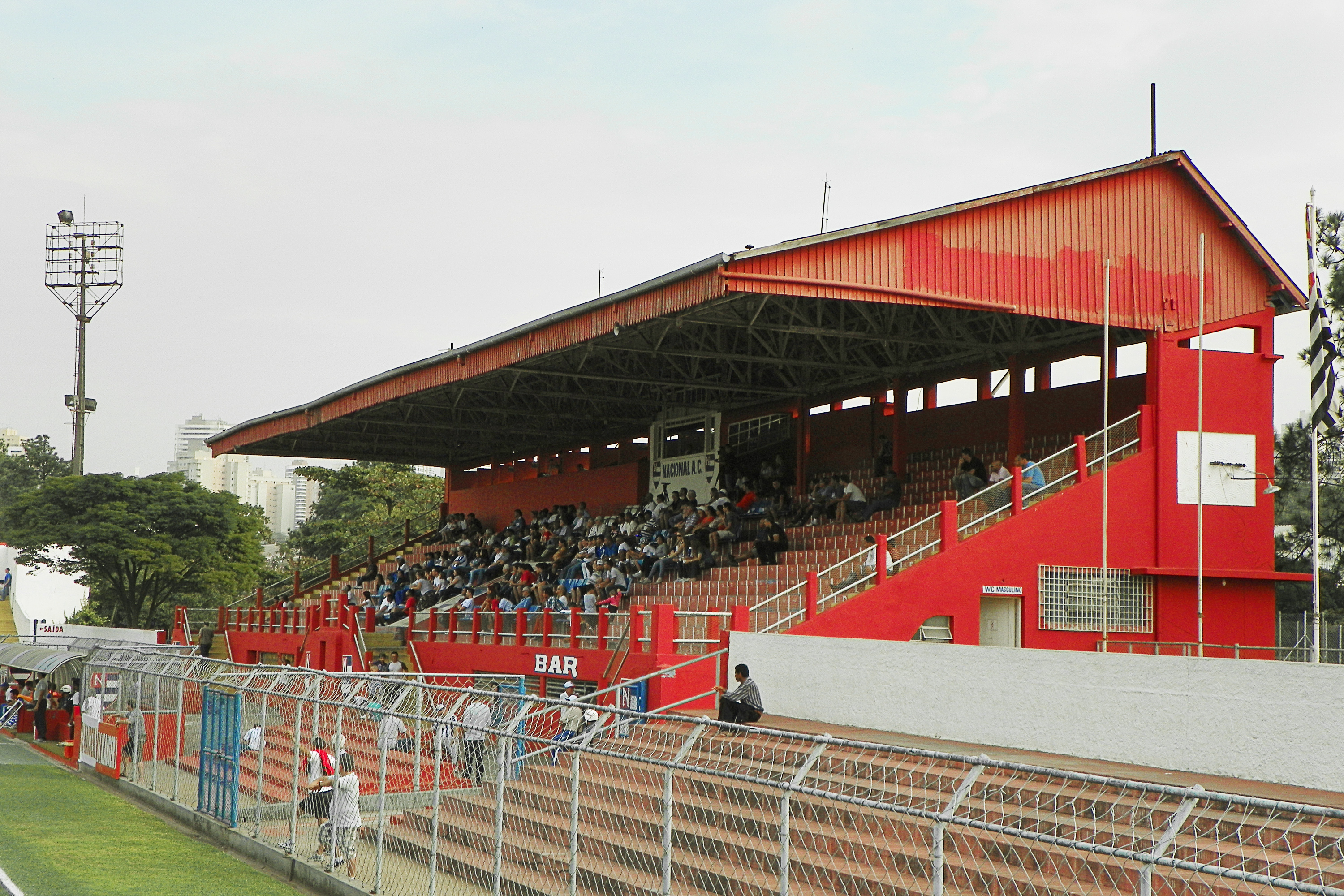
Tribune in het stadion van Nacional AC

Nacional AC is een Braziliaanse voetbalclub uit São Paulo.

## Geschiedenis
De club werd in 1919 opgericht door medewerkers van de Britse spoorwegen als  São Paulo Railway Athletic Club. De club focuste vooral op jeugdvoetbal, maar ook op vollebyal, zaalvoetbal, boksen en basketbal. In 1924 begon de club in de derde klasse van de Campeonato Paulista en promoveerde een jaar later al naar de tweede klasse. In 1936 speelde de club voor het eerst in de hoogste klasse. Het beste resultaat behaalde de club in 1939 toen ze vierde werden.
Nadat de spoorwegmaatschappij ontbonden werd in 1946 toen de spoorwegen genationaliseerd werden veranderde de club de naam in Nacional AC. In 1953 degradeerde de club. In 1956 werd Nacional weer opgenomen in de competitie en speelde er tot 1959. In 1974 werd de club opnieuw een seizoen uitgenodigd in de hoogste klasse, maar dit was slechts eenmalig. Het volgende seizoen speelde de club geen competitievoetbal. Van 1976 tot 1993 speelde de club onafgebroken in de Série A2. Hierna raakte de club langzaam in verval en ging op en neer tussen de tweede en vierde divisie. In 2019 degradeerde de club opnieuw uit de Série A2.

## Overzicht seizoenen Campeonato Paulista
| Competitie      | Aantal | Periode                                              |
| --------------- | ------ | ---------------------------------------------------- |
| Série A1        | 23     | 1936-1953, 1956-1959, 1974                           |
| Série A2        | 41     | 1960-1971, 1974, 1976-1993, 1995, 2001-2007, 2018-19 |
| Série A3        | 13     | 1994, 1996-2000, 2008-2009, 2015-2017, 2020-         |
| Segunda Divisão | 5      | 2010-2014                                            |